# سد میجران
سد میجران، سدی خاکی است با هسته آسفالتی در ۲۰ کیلومتری رامسر که بر روی رودخانه نسارود قرار دارد. نسارود که از ازاره جاری می‌شود. سد میجران رامسر حد واسط بین اربه کله و دالخانی است.